# 토미 비르콜라

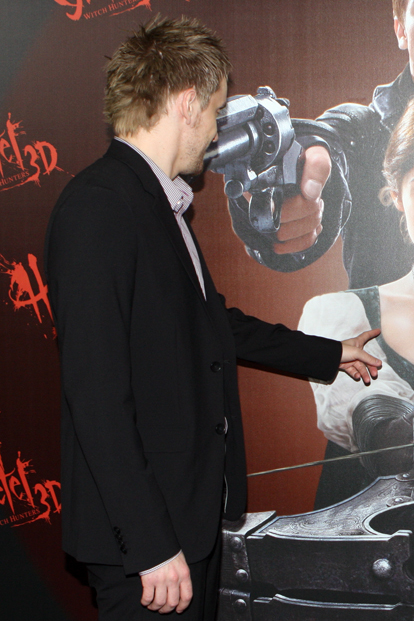

토미 비르콜라(노르웨이어: Tommy Wirkola, 1979년 12월 6일 ~ )는 노르웨이의 영화 감독이다.
2007년 영화 "킬 불조"가 첫 경력이며, 이후 2009년 호러 코미디 영화 데드 스노우를 만들었다.

## 참여 영화
- 데드 스노우
- 데드 스노우 2
- 월요일이 사라졌다